# Dancing High
Dancing High (hangul: 댄싱하이) es un programa de baile surcoreano emitido del 7 de septiembre del 2018 hasta el 26 de octubre del 2018 a través de KBS2. El programa fue presentado por Jeong Hyeong-don.

## Formato
Dancing High, es un nuevo y ambicioso programa cuyo objetivo fue descubrir a los mejores bailarines entre los adolescentes coreanos en sus 10's. Cualquier persona con una pasión por el baile ya sean bailarines individuales, dúos y/o grupos tuvieron la oportunidad de enviar una solicitud para participar. Más de 3,000 adolescentes audicionaron para unirse al show, y sólo 43 equipos (incluyendo individuos) lograron llegar al corte final.
En el primer episodio se mostró el proceso de cómo cada uno de los cinco entrenadores de baile: Lee Gi-kwang, Hoya, Lee Seung-hoon, Young-J y J-Ho (del grupo de baile "Just Jerk") y Lia Kim evaluaron a los bailarines y seleccionaron a sus equipos.
Durante las presentaciones cada uno de los equipos competidores realizan batallas de baile, quienes anteriormente practicaron con la ayuda de uno de los entrenadores Al finalizar las presentaciones cada uno de los equipos eran evaluados 50% por los jueces invitados y 50% por el público.
El espectáculo contó con bailarines con cimientos en una amplia variedad de estilos diferentes, incluyendo  hip-hop, break dance, locking, dance urbano, K-pop, waacking, danza contemporánea, krumping, voguing, popping, entre otros, lo que agregará un nivel de complejidad y estrategia para los entrenadores en la formación de sus equipos.
Al final el equipo de Just Jerk fue el ganador, obteniendo una beca de baile y la oportunidad de estudiar danza en el extranjero.

## Miembros

### Presentador
| Nombre           | N.º de episodios | Duración |
| ---------------- | ---------------- | -------- |
| Jeong Hyeong-don | 1-8              | 2018     |

### Entrenadores
| Nombre                 | No. de Episodios | Duración |
| ---------------------- | ---------------- | -------- |
| Lee Gi-kwang           | 1-8              | 2018     |
| Hoya                   | 1-8              | 2018     |
| Lia Kim                | 1-8              | 2018     |
| Young-J (de Just Jerk) | 1-8              | 2018     |
| J-Ho (de Just Jerk)    | 1-8              | 2018     |
| Lee Seung-hoon         | 1-8              | 2018     |

### Jueces especiales
| Nombre            | Episodios donde apareció | Duración |
| ----------------- | ------------------------ | -------- |
| J Black           | 3-8                      | 2018     |
| Ha Hwi-dong       | 3-8                      | 2018     |
| Poppin' Hyun Joon | 7-8                      | 2018     |
| Hoshi             | 7-8                      | 2018     |
| Park Woo-jin      | 7-8                      | 2018     |
| Differ            | 7                        | 2018     |
| So Byung-hyun     | 7                        | 2018     |
| Seulgi            | 7                        | 2018     |
| Honey J           | 5-7                      | 2018     |
| Moon Hee-jun      | 5-6                      | 2018     |
| Feeldog           | 3-4                      | 2018     |
| Euijin (de UNB)   | 3-4                      | 2018     |
| Momo              | 3-4                      | 2018     |
| Kim Chung-ha      | 3-4                      | 2018     |

### Equipos
Después de las audiciones, cada uno de los entrenadores tenía la oportunidad de elegir a 7 participantes para formar su equipo, los primeros 10 puestos tuvieron la oportunidad de elegir al entrenador, mientras que el resto fue elegido por los entrenadores.
| Equipo de Seung-hoon | Equipo de Just Jerk                                                                                                | Equipo de Ki-hwang                                                                                | Equipo de Hoya                                                                               | Equipo de Lia Kim                                                                               |
| --- | --- | ------------------------------------------------------------------------------------------------- | -------------------------------------------------------------------------------------------- | ----------------------------------------------------------------------------------------------- |
| Song Chan-yi * Oh Dong-gyo ** Im Da-bin Seo Ji-wan Jang Soo-hyun Ye Jung-hee Kim Bo-hyun | Park Si-hyun * Kim Min-jae (mujer) * Kim Min-jung * Kim Tae-goon Kim Min-jae (hombre) * Hwang Jun-seo Kim Jin-wook | Oh Seung-min * Moon Sung-shik ** Kim Kyu-ri Kim Soo-hyun Lee Woo-rim Hwang Yong-yeon Song Ha-jung | Jisung* Jang Yun-joon * Lee Eun-min Lee Hyeon-woo Kim Dong-hyun Park Joon-hee Jung Se-hyun * | Kim Min-hyuk * Song Ye-rim * Lee Gyu-jin * Kim Ye-ri * Lee Soo-jung Kim Tae-woo Hong Seung-yeon |
| Los nombres en cursiva denotan a los miembros que también participaron como parte de la "Ace Unit". Mientras que los asteriscos (*) indican el número de veces que el participante formó parte de la "Ace Unit". | |                                                                                                   |                                                                                              |                                                                                                 |

### Participantes
| Nombre                                                                                           | Edad | Estilo de baile     | Puntuación de los Entrenadores (puntuación de los participantes) | N.º de episodios | Duración |
| ------------------------------------------------------------------------------------------------ | ---- | ------------------- | ---------------------------------------------------------------- | ---------------- | -------- |
| Park Si-hyun                                                                                     | 13   | Hip-hop             | 96 (74)                                                          | 1-8              | 2018     |
| Kim Min-hyuk                                                                                     | 19   | Hip-hop             | 88 (72)                                                          | 1-8              | 2018     |
| Oh Dong-gyo                                                                                      | 19   | Waacking            | 88 (72)                                                          | 1-8              | 2018     |
| Lee Eun-min                                                                                      | 16   | Waacking            | 83 (70)                                                          | 1-8              | 2018     |
| Kim Tae-goon                                                                                     | 18   | urban               | 86 (66)                                                          | 1-8              | 2018     |
| Song Ye-rim                                                                                      | 18   | Locking             | 86 (65)                                                          | 1-8              | 2018     |
| Kim Ye-ri                                                                                        | 19   | B-girl              | 76 (72)                                                          | 1-8              | 2018     |
| Lee Gyu-jin                                                                                      | 19   | B-boying            | 76 (69)                                                          | 1-8              | 2018     |
| Jisung                                                                                           | 17   | -                   | 72 (71)                                                          | 1-8              | 2018     |
| Song Chan-yi                                                                                     | 19   | Locking             | 77 (65)                                                          | 1-8              | 2018     |
| Lee Woo-rim                                                                                      | 19   | Popping             | (65)                                                             | 1-8              | 2018     |
| Jang Yun-joon                                                                                    | 19   | Popping             | (65)                                                             | 1-8              | 2018     |
| Kim Tae-woo                                                                                      | 19   | Hip-hop             | (64)                                                             | 1-8              | 2018     |
| Oh Seung-min                                                                                     | 19   | -                   | (63)                                                             | 1-8              | 2018     |
| Moon Sung-shik                                                                                   | 19   | Krumping            | (63)                                                             | 1-8              | 2018     |
| Kim Soo-hyun                                                                                     | 19   | Waacking            | (62)                                                             | 1-8              | 2018     |
| Im Da-bin                                                                                        | 19   | Hip-hop             | (56)                                                             | 1-8              | 2018     |
| Kim Min-jung                                                                                     | 17   | -                   | (54)                                                             | 1-8              | 2018     |
| Lee Soo-jung                                                                                     | 16   | Voguing             | (53)                                                             | 1-8              | 2018     |
| Kim Jin-wook                                                                                     | 19   | -                   | (53)                                                             | 1-8              | 2018     |
| Kim Min-jae                                                                                      | 18   | -                   |                                                                  | 1-8              | 2018     |
| Kim Min-jae                                                                                      | 19   | B-boying            |                                                                  | 1-8              | 2018     |
| Hwang Jun-seo                                                                                    | -    | Popping             |                                                                  | 1-8              | 2018     |
| Hong Seung-yeon                                                                                  | 16   | -                   |                                                                  | 1-8              | 2018     |
| Kim Dong-hyun                                                                                    | 18   | -                   |                                                                  | 1-8              | 2018     |
| Lee Heon-woo                                                                                     | 19   | B-boying            |                                                                  | 1-8              | 2018     |
| Jung Se-hyun                                                                                     | 15   | -                   |                                                                  | 1-8              | 2018     |
| Park Joon-hee                                                                                    | 19   | -                   |                                                                  | 1-8              | 2018     |
| Kim Kyu-ri                                                                                       | 19   | -                   |                                                                  | 1-8              | 2018     |
| Seo Ji-wan                                                                                       | -    | Hip-hop             |                                                                  | 1-8              | 2018     |
| Jang Soo-hyun                                                                                    | -    | Break dance         |                                                                  | 1-8              | 2018     |
| Kim Ye-ri                                                                                        | -    | -                   |                                                                  | 1-8              | 2018     |
| Ye Jung-hee                                                                                      | 18   | Krumping            | (60)                                                             | 1-6              | 2018     |
| Kim Bo-hyun                                                                                      | 17   | Voguing             | (53)                                                             | 1-6              | 2018     |
| Song Ha-jung                                                                                     | 19   | -                   | -                                                                | 1-4              | 2018     |
| Hwang Yong-yeon                                                                                  | 19   | Danza contemporánea | (59)                                                             | 1-4              | 2018     |
| Cho Hyun-il                                                                                      | 19   | -                   | (58)                                                             | 1-2              | 2018     |
| Han Da-eun                                                                                       | -    | -                   |                                                                  | 1-2              | 2018     |
| Jeon Hyun-wook                                                                                   | -    | -                   |                                                                  | 1-2              | 2018     |
| Jung Hyo-kun                                                                                     | -    | -                   |                                                                  | 1-2              | 2018     |
| Kim Chael-young                                                                                  | -    | -                   |                                                                  | 1-2              | 2018     |
| Kim Ga-young                                                                                     | -    | -                   |                                                                  | 1-2              | 2018     |
| Kim Jung-han                                                                                     | -    | -                   |                                                                  | 1-2              | 2018     |
| Kim Seo-hee                                                                                      | -    | -                   |                                                                  | 1-2              | 2018     |
| Kim Ui-hyung                                                                                     | -    | -                   |                                                                  | 1-2              | 2018     |
| Lee Gun-woo                                                                                      | -    | -                   |                                                                  | 1-2              | 2018     |
| Lee Joo-hyun                                                                                     | 15   | Baile urbano        | (51)                                                             | 1-2              | 2018     |
| Lee Joo-yeon                                                                                     | -    | -                   |                                                                  | 1-2              | 2018     |
| Lee Ju-chan                                                                                      | -    | -                   |                                                                  | 1-2              | 2018     |
| Lee Hae-rim                                                                                      | -    | -                   |                                                                  | 1-2              | 2018     |
| Moon Sang-hye                                                                                    | -    | -                   |                                                                  | 1-2              | 2018     |
| Ryu Dae-yeon                                                                                     | 19   | Baile urbano        | (49)                                                             | 1-2              | 2018     |
| Lee Yoo-sol                                                                                      | 13   | Baile urbano        | (47)                                                             | 1-2              | 2018     |
| Seo Won                                                                                          | -    | -                   |                                                                  | 1-2              | 2018     |
| Yang Esther                                                                                      | -    | -                   |                                                                  | 1-2              | 2018     |
| Yoo Ga-eul                                                                                       | -    | -                   |                                                                  | 1-2              | 2018     |
| Yoo Jin-ho                                                                                       | -    | -                   |                                                                  | 1-2              | 2018     |
| Yoo Sung-hyun                                                                                    | -    | -                   |                                                                  | 1-2              | 2018     |
| Yun Sang-min                                                                                     | -    | -                   |                                                                  | 1-2              | 2018     |
| El color dorado denota el los participantes que quedaron en el Top 10 después de las audiciones. |      |                     |                                                                  |                  |          |

### Apariciones especiales
| Nombre                        | Ocupación                             | Episodio donde apareció | Duración |
| ----------------------------- | ------------------------------------- | ----------------------- | -------- |
| Du Lock Jung Sang-hyun        | Miembro de "Funky Street Prince"      | 7                       | 2018     |
| DJ Funkyman                   | DJ                                    | 7                       | 2018     |
| Yun Jin-woo                   | Coreógrafo en "1Million Dance Studio" | 4                       | 2018     |
| May J. Lee                    | Coreógrafa en "1Million Dance Studio" | 4                       | 2018     |
| Choi Hyo-jin                  | Coreógrafa en "1Million Dance Studio" | 4                       | 2018     |
| NCT                           | Grupo                                 | 1, 2                    | 2018     |
| Gambler Crew - New Generation | Grupo de B-boy                        | 1                       | 2018     |

## Episodios
El primer episodio del programa fue estrenado el 7 de septiembre del 2018, y posteriormente se emitieron todos los viernes a las 11p.m. (KST).
Posteriormente los episodios también estuvieron disponible en Viki.
Durante el final del cuarto y el inicio del quinto episodio el exitoso y popular grupo surcoreano BTS anunció que para la siguiente batalla el tema sería K-wave, donde también participarían los entrenadores con sus equipos.

#### Misiones
| Ep. | Misiones  | Canciones interpretadas                                                         | Canciones interpretadas                                                                 | Canciones interpretadas                                                                            | Canciones interpretadas                                                                    | Canciones interpretadas                                                                               |
| Ep. | Misiones  | Equipo de Seung-hoon                                                            | Equipo de Just Jerk                                                                     | Equipo de Ki-hwang                                                                                 | Equipo de Hoya                                                                             | Equipo de Lia Kim                                                                                     |
| --- | --------- | ------------------------------------------------------------------------------- | --------------------------------------------------------------------------------------- | -------------------------------------------------------------------------------------------------- | ------------------------------------------------------------------------------------------ | --- |
| 1   | -         | Audiciones                                                                      | Audiciones                                                                              | Audiciones                                                                                         | Audiciones                                                                                 | Audiciones                                                                                            |
| 2   | -         | Audiciones                                                                      | Audiciones                                                                              | Audiciones                                                                                         | Audiciones                                                                                 | Audiciones                                                                                            |
| 3-4 | Teenager  | Group Unit: "Move Your Body" de Sia Ace Unit: Super Mario Bross Theme           | Group Unit: "2U" de David Guetta Ace Unit: "Come Back Home" de Seo Taiji and Boys       | Group Unit: "Artist" de Zico Ace Unit: "Hide-and-Seek" de Siyoo                                    | Group Unit: "New Rules" de Dua Lipa Ace Unit: "Barcode" de HAON y VINXEN                   | Group Unit: "Warrior's Descendant" de H.O.T. Ace Unit: "Can't Stop the Feeling!" de Justin Timberlake |
| 5   | K-wave    | Group Unit: "Dumbfounded Heungbu" de Yukgaksu                                   | Group Unit: "Alfa" (semifinals) de Robotboys + Turn Down for What de DJ Snake y Lil Jon | Group Unit: "Crazy in Love" (remix) de Beyoncé, "One Time Comin'" de YG y "Jam" de Michael Jackson | Group Unit: "The Greatest Show" y This Is Me" de The Greatest Showman                      | Group Unit: "New Face" de PSY y Gashina de Sunmi                                                      |
| 6   | K-wave    | Ace Solo Performance: "Would You Go" de Eun Hee-ji OST de "Spirits' Homecoming" | Ace Solo Performance: "Fate" de Lee Sun-hee                                             | Ace Solo Performance: "Red Sun" de Hangzoo                                                         | Ace Solo Performance: "Three Bears" + "Heard It Through The Grapevine" de Kiha & The Faces | Ace Solo Performance: "Breath" de Lee Hi                                                              |
| 7   | Freestyle | Pelea por fondos para la batalla final                                          | Pelea por fondos para la batalla final                                                  | Pelea por fondos para la batalla final                                                             | Pelea por fondos para la batalla final                                                     | Pelea por fondos para la batalla final                                                                |
| 8   |           | -                                                                               | -                                                                                       | -                                                                                                  | -                                                                                          | - |

### Resultados
| No. de Episodio | Puntuaciones                               | Puntuaciones                              | Puntuaciones                             | Puntuaciones                          | Puntuaciones                            |
| No. de Episodio | Equipo Seung-hoon (puntuación del público) | Equipo Just Jerk (puntuación del público) | Equipo Ki-hwang (puntuación del público) | Equipo Hoya (puntuación del público)  | Equipo Lia Kim (puntuación del público) |
| --- | ------------------------------------------ | ----------------------------------------- | ---------------------------------------- | ------------------------------------- | --------------------------------------- |
| 1 | Audiciones                                 | Audiciones                                | Audiciones                               | Audiciones                            | Audiciones                              |
| 2 | Audiciones                                 | Audiciones                                | Audiciones                               | Audiciones                            | Audiciones                              |
| 3-4 | Group Unit: 95 (75) Ace Unit: 95 (79)      | Group Unit: 92 (80) Ace Unit: 95 (82)     | Group Unit: 92 (62) Ace Unit: 96 (79)    | Group Unit: 93 (65) Ace Unit: 96 (79) | Group Unit: 96 (89) Ace Unit: 93 (72)   |
| 5 | Group Unit: 90 (55)                        | Group Unit: 95 (74)                       | Group Unit: 92 (76)                      | Group Unit: 99 (79)                   | Group Unit: 90 (60)                     |
| 6 | Ace Performer: 91 (67)                     | Ace Performer: 92 (62)                    | Ace Performer: 94 (65)                   | Ace Performer: 86 (56)                | Ace Performer: 93 (69)                  |
| 7 | -                                          | -                                         | ✔                                        | -                                     | ✔                                       |
| 8 | 92. 6                                      | 96.8 (82)                                 | 94                                       | 97. 8                                 | 91                                      |
| El color azul denota el equipo ganador del episodio. El rojo denota al equipo con la menor puntuación. Mientras que el color verde denota al equipo ganador del programa. |                                            |                                           |                                          |                                       |                                         |

## Producción
En junio del 2018 la KBS presentando su próximo show de variedades de baile con un clip con mensajes de aliento del exitoso y popular grupo surcoreano BTS, así como de los grupos SHINee y Wanna One, donde los miembros de los grupos animan a todos aquellos jóvenes entre los 10 y 19 años que saben bailar y quieren conquistar Corea a través del baile a postularse para participar en el programa.
El programa fue emitido a través de la KBS2.